# Remont kapitalny
Remont kapitalny (również remont główny) – praca zmierzająca do przywrócenia obiektowi funkcjonalności pierwotnej. Polega on na regeneracji, naprawie lub wymianie wszystkich zużytych części i podzespołów.
Remonty kapitalne zwykle związane są z całkowitym demontażem maszyny lub urządzenia. Często w ramach remontu kapitalnego wykonywana jest również modernizacja, czyli działania podwyższające właściwości eksploatacyjne obiektu.
Koszt takiego remontu nie powinien przekroczyć 75% wartości odtworzeniowej maszyny.